# مارتین وادل
مارتین وادل (انگلیسی: Martin Waddell؛ زادهٔ ۱۰ آوریل ۱۹۴۱) یک نویسنده اهل بریتانیا است.
وی همچنین برنده جوایزی همچون جایزه هانس کریستیان آندرسن شده است.